# Ruzena Bajcsy
Ružena Bajcsy (Bratislava, 28 de maio de 1933) é uma cientista da computação estadunidense, especializada em robótica.